# Zákon na ochranu embryí
Zákon na ochranu embryí je označení zákona, nebo i jiné právní normy, která se zabývá dopadem nových vědeckých poznatků na lidský plod. Cílem takovéto právní normy je pak zabránit zneužití nových objevů v oblasti rozmnožování.
Tento pojem je však značně široký a nelze ho zcela jasně definovat, přesto základní teze vychází z Listiny základních práv a svobod, která ve svém článku 6 odst. 1 říká: Každý má právo na život. Lidský život je hoden ochrany již před narozením. O toto tvrzení se pak opírají skupiny požadující zákaz interrupcí, po kterém však zákon na ochranu embryí nutně nemusí volat.
Stav legislativy v této oblasti práva je v jednotlivých zemích rozdílný, některé země přijaly opatření velmi brzy (např. Německo již v roce 1990), některé země takový zákon nepřijaly doposud (2006). Přesto lze říci, že myšlenka zabránění možnosti zneužít nové možnosti rozmnožování je aktuání etický problém. Většina evropských států se pak omezuje na problematiku výzkumu a snahy jasně definovat, za jakých podmínek lze tento výzkum provádět. V ČR byl v roce 2006 v této oblasti přijat zákon 227/2006 Sb. (o výzkumu na lidských embryonálních kmenových buňkách a souvisejících činnostech), který tuto problematiku částečně řeší.